# Desmopuntius
Desmopuntius là một chi cá trong họ Cyprinidae ở Đông Nam Á.

## Các loài
Hiện hành có 08 loài được ghi nhận trong chi này
- Desmopuntius endecanalis (T. R. Roberts, 1989)
- Desmopuntius foerschi (Kottelat, 1982)
- Desmopuntius gemellus (Kottelat, 1996)
- Desmopuntius hexazona (M. C. W. Weber & de Beaufort, 1912) (Six-banded tiger barb)
- Desmopuntius johorensis (Duncker, 1904) (Striped barb)
- Desmopuntius pentazona (Boulenger, 1894) (Cá ngũ vân)
- Desmopuntius rhomboocellatus (Koumans, 1940)
- Desmopuntius trifasciatus (Kottelat, 1996)